# ایمیر (ماه‌نشان)
ایمیر یک روستا در ایران است که در دهستان قلعه‌جوق شهرستان ماه‌نشان واقع شده‌است. ایمیر ۱۴۳ نفر جمعیت دارد.